# اکسشاو
اکسشاو (به انگلیسی: Exshaw) یک منطقهٔ مسکونی در کانادا است که در آلبرتا واقع شده‌است. اکسشاو ۴۱۲ نفر جمعیت دارد و ۱٬۳۲۰ متر بالاتر از سطح دریا واقع شده‌است.
اگسشاو یک دهکده در آلبرتا، کانادا در منطقه شهرداری (MD) از بیگهورن شماره ۸ است. اگسشاو در حدود ۹۰ کیلومتری غرب مرکز شهر کلگری و ۱۵ کیلومتری (۹٫۳ مایل) شرقی کانمور واقع شده‌است، در دره رودخانه بو در شمال رودخانه بو واقع شده‌است.